# بطاطا نفيخة
بطاطا نفيخة أو بطاطا سُفْلِيْه طبق رئيسي يحضّر عادةً من البطاطا، الحليب، الزبدة، البصل، الزيت، اللحم، الصنوبر، الكعك المطحون. ويمكن تحضيره بطريقة أبسط بحيث يتكوّن من البطاطا، الحليب، الزبدة، البيض والجبن.